# 존 오구
우고추쿠 존 오구(영어: Ugochukwu John Ogu, 1988년 4월 20일 ~ )는 나이지리아의 축구 선수로, 현재 이스라엘 리가 레우밋의 마카비 자파에서 미드필더로 활약 중이며, 2013년부터 2019년까지 나이지리아 국가대표팀의 일원으로도 활약했다.

## 구단 경력

### 초기 경력
오구는 아크와 스타렛츠, 아크와 유나이티드, 플라잉 스포츠 아카데미의 유소년부에서 축구를 시작했다. 2006년 9월 23일, 슬로베니아 프르바리가의 드라바 프투즈와 계약하면서 슬로베니아에서 성인 생활을 시작했다. 4년 동안 오구는 97경기에 출전하여 8골을 넣었다.

### 포르투갈
2010년 여름, 오구는 아틀레티코 클루베 데 포르투갈로 이적해 포르투갈의 테르세이라 디비장에서 활약했다. 6개월 후, 이웃 스페인으로 이적해 알메리아와 계약했지만, 3부 리그의 알메리아 B에서만 뛰었다. 2011년 11월, 오구는 포르투갈로 돌아와 레이리아에 합류했지만, 시즌이 끝나면서 팀은 2부 리그로 내려갔다.
2012년 7월, 오구는 프리메이라리가의 아카데미카로 이적했다. 오구는 폰테 다 바르사와의 포르투갈 컵 3라운드 경기에서 첫 골을 넣었다. 그는 비토리아 데 세투발을 상대로 리그 첫 골을 넣었고, 팀을 1부 리그에 잔류시키는 결정적인 승리를 거두었다. 통틀어 오구는 아카데미카에서 2년을 뛰었고, 27번의 리그 경기에 출전하여 1골을 넣었다.

### 알아다라
2020년 1월, 오구는 알아달라와 6개월 계약을 맺고 7경기에 출전하며 구단을 떠났다.

### 하포엘 노프하갈릴
2022년 2월 2일, 오구는 이스라엘로 돌아와 시즌이 끝날 때까지 하포엘 노프하갈릴에 합류했다.

### 마카비 자파
2022년 5월 30일, 마카비 자파와 계약했다.

## 국가대표팀 경력
2013년 3월, 오구는 2014년 FIFA 월드컵 예선 전을 앞두고 나이지리아 국가대표팀에 차출되었다. 그는 1-1로 비긴 케냐 전에서 부상당한 빅터 모지스와 교체 투입되어 데뷔 전을 치렀다. 5월 31일, 오구는 휴스턴의 NRG 스타디움에서 열린 멕시코와의 친선 경기에서 국가대표팀 첫 골을 기록했다. 6월 9일, 나이지리아의 스티븐 케시 감독은 2013년 FIFA 컨페더레이션스컵에 참가할 23명의 선수 중 한 명으로 오구를 선발했다.
2015년 3월 18일, 그는 볼리비아와 남아프리카 공화국과의 친선 경기를 위해 27명의 다른 선수들과 함께 차출되었다.
2018년 5월, 그는 러시아의 2018년 FIFA 월드컵 나이지리아 예비 30인 선수단에 이름을 올렸다. 그는 2019년 아프리카 네이션스컵의 23인 선수단에 포함되었다.